# La Douche du colonel
La Douche du colonel o Les Gaités de la caserne va ser un curtmetratge mut de 1902 dirigit per Georges Méliès. Va ser estrenat per la Star Film Company de Méliès. La pel·lícula dura aproximadament un minut.

## Argument
Mentre dos pintors pinten l'arc de la porta de la ciutat sobre un cadafal, a sota d'ells hi ha un grup de soldats fent fila davant l'oficial al comandament que entra. Mentre l'oficial s'asseu en un tamboret per llegir el dossier d'un dels soldats, un dels pintors li aboca una galleda plena de pintura blanca, obligant-lo a abandonar el lloc.